# Cantó de Grigny
El cantó de Grigny és un antic cantó francès del departament d'Essonne, que estava situat al districte d'Évry. Comptava amb el municipi de Grigny.
Al 2015 va desaparèixer i el seu territori va passar a formar part del cantó de Viry-Châtillon.

## Municipis
- Grigny

## Història
| Data d'elecció                           | Identitat       | Partit | Qualitat |
| ---------------------------------------- | --------------- | ------ | -------- |
| 1985-1992                                | André Rodriguez | PCF    |          |
| 1992-                                    | Claude Vazquez  | PCF    |          |
| les dades anteriors no són pas conegudes |                 |        |          |
|                                          |                 |        |          |

## Demografia
| A partir de 1990: Població sense dobles comptes |